# 中国历史文化街区
中国历史文化街区，由中华人民共和国住房和城乡建设部、国家文物局共同公布。两部门将对中国历史文化街区的保护工作进行指导、监督和检查，并建立动态维护机制。
中国历史文化街区自2015年公布第1批后，已公布1批：
- 第一批：2015年4月21日公布，共30个。[1]

## 名单

### 第一批
1. 北京市皇城历史文化街区
2. 北京市大栅栏历史文化街区
3. 北京市东四三条至八条历史文化街区
4. 天津市五大道历史文化街区
5. 吉林省长春市第一汽车制造厂历史文化街区
6. 黑龙江省齐齐哈尔市昂昂溪区罗西亚大街历史文化街区
7. 上海市外滩历史文化街区
8. 江苏省南京市梅园新村历史文化街区
9. 江苏省南京市颐和路历史文化街区
10. 江苏省苏州市平江历史文化街区
11. 江苏省苏州市山塘街历史文化街区
12. 江苏省扬州市南河下历史文化街区
13. 浙江省杭州市中山中路历史文化街区
14. 浙江省龙泉市西街历史文化街区
15. 浙江省兰溪市天福山历史文化街区
16. 浙江省绍兴市蕺山（书圣故里）历史文化街区
17. 安徽省黄山市屯溪区屯溪老街历史文化街区
18. 福建省福州市三坊七巷历史文化街区
19. 福建省泉州市中山路历史文化街区
20. 福建省厦门市鼓浪屿历史文化街区
21. 福建省漳州市台湾路-香港路历史文化街区
22. 湖北省武汉市江汉路及中山大道历史文化街区
23. 湖南省永州市柳子街历史文化街区
24. 广东省中山市孙文西历史文化街区
25. 广西壮族自治区北海市珠海路-沙脊街-中山路历史文化街区
26. 重庆市沙坪坝区磁器口历史文化街区
27. 四川省阆中市华光楼历史文化街区
28. 云南省石屏县古城区历史文化街区
29. 新疆维吾尔族自治区库车县热斯坦历史文化街区
30. 新疆维吾尔族自治区伊宁市前进街历史文化街区